# 유일경
유일경(劉一燝, 1567-1635)은 자(字)는 계회(季晦)이며, 강서(江西) 남창현(南昌縣) 출신이다. 명말 정치가이며 동림당(東林黨) 소속으로, 신종(神宗) 만력제(萬曆帝), 광종(光宗) 태창제(泰昌帝), 희종(熹宗) 천계제(天啓帝), 사종(思宗) 숭정제(崇禎帝)를 보필하였다. 천계 초에 내각수보(內閣首輔)가 되어 섭향고(葉向高), 좌광두(左光斗)와 함께 보정대신(輔政大臣)이 되어 조정을 주도했다.

## 생애
유일경은 관리의 집에서 태어났다. 아버지 유왈재(劉曰材)는 가정(嘉靖) 32년(1553) 진사(進士)이며, 섬서좌포정사(陝西左布政使)까지 올랐다. 만력(萬曆) 16년(1588) 유일경과 형 유일곤(劉一焜), 유일욱(劉一煜)은 모두 향시(鄕試)에 합격하여 거인(擧人)이 되었다. 만력 23년(1595) 유일욱과 함께 을미과(乙未科) 진사가 되었다. 서길사(庶吉士)로 옮기고 검토(檢討)에 제수되었다. 태창제가 즉위하자 예부상서겸동각대학사(禮部尙書兼東閣大學士)로 발탁되어 방종철(方從哲)과 한광(韓爌)과 함께 고명대신(顧命大臣)이 되었다. 태창제가 붕어하자 이선시(李選侍), 이진충(李進忠) 즉 훗날의 위충현(魏忠賢) 등이 황태자를 데리고 건청궁(乾淸宮)에 가서 황장자(皇長子)를 숨겨 자신의 위세를 높이려 했지만, 유일경과 영국공(英國公) 장유현(張惟賢), 주가모(周嘉謨), 양련(楊漣) 등은 즉시 결정하여, 군신을 데리고 건청궁에 가서 황장자를 내어놓으라고 소리치면서, "건청궁은 거하실 수 없으니, 전하는 일단 자경궁에 잠시 거하셔야 한다(乾淸不可居, 殿下宜暫居慈慶)"라며, 황장자를 자경궁(慈慶宮)에 모셔야 한다고 주장했다. 아울러 이선시를 핍박하여 홰란궁(噦鸞宮)으로 이주하였다. 이를 이궁안(移宮案)이라 한다. 이에 황장자 주유교(朱由校)는 황제에 오른다.
천계제 등극 후 방종철은 탄핵되었고, 유일경이 수보대학사(首輔大學士)가 되어 조정 정치를 주도하였다. 유일경은 정치를 잘하고 군주의 잘못을 바로잡을 줄 알아 "내탕금을 내고 근시들을 억제하고 달아난 백성들을 모으며, 덕망있는 원로 대신들이 고위직에 올랐으니 중외가 기뻐하며 정치를 우러렀다(發內帑, 抑近侍, 搜遺逸, 舊德宿齒佈滿九列, 中外欣欣望治焉)"고 한다. 그러나 당시 황제는 어려 위충현 등이 교언영색으로 황제의 눈과 귀를 막았고, 현신들을 배척하였으며 대권을 장악했다. 유일경은 이들이 하는 일에 분노하여 격렬한 투쟁을 벌였다. 천계(天啓) 2년(1622), 위충현은 후진양(侯震暘), 진구주(陳九疇) 등을 통해 유일경이 "왕안과 결탁(結納王安)"했다고 탄핵했다. 유일경은 네 편의 상주를 잇달아 작성하여 변명했고, 파직을 요청했다. 섭향고는 유일경이 "보좌의 공이 있으니 파직할 수 없다(有翼衛功, 不可去)"고 했고, 천계제는 위무하며 유임시켰으나, 유일경은 "드러누워 일어나지 않았다(堅臥不起)". 천계 2년 정월, 다시 12편 상주를 통해 파직을 청했고, 천계제는 어쩔 수 없이 동의하여 파직 후 귀향시켰다.
숭정(崇禎) 초기, 위충현의 엄당(閹黨)이 실각하자 대학사로 복귀하였다. 후에 소부(少傅), 태자태부(太子太傅), 이부상서(吏部尙書), 중극전대학사(中極殿大學士)가 가해졌다. 숭정 8년(1635) 사망하였고 소사(少師)가 더해졌다. 남명(南明) 홍광(弘光) 연간에 문단(文端)이란 시호가 추증되었다.

## 같이 보기
- 동림당
- 동림당점장록